# Bão Yinxing (2024)
Bão Yinxing (tên gọi ở Philippines là Bão Marce, được Việt Nam định danh là Bão số 7 năm 2024) là xoáy thuận nhiệt đới thứ 22 và là siêu bão thứ 4 hoạt động trong Mùa bão Tây Bắc Thái Bình Dương 2024, tác động đến Philippines và sau đó là Việt Nam vào đầu tháng 11 năm 2024. Đây cũng là xoáy thuận nhiệt đới thứ ba trong một loạt xoáy thuận tác động đến miền bắc Philippines, sau Bão Trami và Kong-rey. Ngoài ra, đây là lần đầu tiên kể từ khi bắt đầu có các ghi chép từ năm 1951, có bốn cơn bão được đặt tên cùng tồn tại vào tháng 11 ở Tây Thái Bình Dương.
Yinxing, theo thuật ngữ tiếng Trung để chỉ cây bạch quả (ngân hạnh). Yinxing phát triển từ một vùng đối lưu cách Yap 494 km (307 dặm) về phía đông. Vào ngày 3 tháng 11, Cơ quan Khí tượng Nhật Bản (JMA) đã nâng cấp hệ thống này thành một cơn bão nhiệt đới có tên là Yinxing, vì nó thể hiện các dải đối lưu được cải thiện bao quanh chặt chẽ trung tâm hoàn lưu tầng thấp bị che khuất. Hình ảnh vi sóng cho thấy sự phát triển của một mắt vi sóng mới hình thành khi cơn bão di chuyển về phía tây-tây bắc dọc theo rìa phía tây nam của một áp cao cận nhiệt đới ở tầng giữa, do một đợt gió mạnh từ đông bắc thổi qua eo biển Luzon và Đài Loan, trong khi đối lưu sâu vẫn tồn tại mặc dù có độ đứt gió thẳng đứng vừa phải ở tây nam. Khi di chuyển chậm về phía tây-tây bắc, mắt bão trở nên tròn hơn khi tiến đến đông bắc Cagayan. Vào ngày 7 tháng 11, JTWC báo cáo rằng hệ thống đã đạt đỉnh ở cấp siêu bão tương đương cấp 4 trên thang bão Saffir–Simpson, với sức gió duy trì trong 1 phút là 230 km/h (145 mph). JMA lưu ý rằng Yinxing đạt sức mạnh tối đa với sức gió duy trì trong 10 phút 175 km/h (110 mph) và áp suất trung tâm là 940 hPa (27,76 inHg). Vào ngày 7 tháng 11, Yinxing đã đổ bộ hai lần vào phía bắc Luzon, lần đầu tiên là ở Santa Ana, Cagayan và sau khi băng qua Kênh Babuyan,lần hai ở Sanchez Mira, Cagayan. Vào lúc 07:00 UTC ngày 12 tháng 11, bão đổ bộ vào phía bắc Quy Nhơn, Việt Nam và nhanh chóng di chuyển vào đất liền. JMA tiếp tục theo dõi hệ thống cho đến khi nó tan vào cùng ngày.
Nhìn chung, Yinxing đã khiến một người chết, một người khác bị thương và một người nữa mất tích, gây thiệt hại khoảng 9,63 triệu USD.

## Lịch sử khí tượng
Bão Yinxing hình thành từ một khu vực đối lưu cách Yap 494 km về phía đông, với hình ảnh vệ tinh cho thấy các luồng gió ở tầng thấp bắt đầu hội tụ khi các dải đối lưu bao quanh trung tâm tuần hoàn tầng thấp vào ngày 2 tháng 11. Lúc 00:00 UTC ngày hôm sau, Cơ quan Khí tượng Nhật Bản (JMA) phân loại hệ thống này thành áp thấp nhiệt đới, và đến 03:00 UTC, Trung tâm Cảnh báo Bão Liên hợp Hoa Kỳ (JTWC) đã phát hành cảnh báo hình thành xoáy thuận nhiệt đới cho nhiễu động này, cho rằng môi trường thuận lợi cho sự phát triển với đặc trưng là gió đứt gió đứt theo chiều thẳng đứng từ thấp đến trung bình, phân kỳ tốt ở trên cao, và nhiệt độ bề mặt biển ấm ở mức 29–30 °C (84–86 °F). Cùng ngày, JTWC chỉ định hệ thống này là 24W do cấu trúc nhỏ gọn và sự bùng nổ đối lưu sâu gần trung tâm tuần hoàn, cho thấy một đám mây dày đặc trung tâm (CDO) gần như đối xứng và nhỏ gọn với đỉnh mây cực lạnh ở mức −70 °C (−94 °F). Vào lúc 18:00 UTC cùng ngày, JMA nâng cấp hệ thống này thành bão nhiệt đới với tên gọi Yinxing, khi nó thể hiện sự cải thiện của các dải đối lưu bao quanh chặt chẽ trung tâm tuần hoàn tầng thấp bị che khuất.

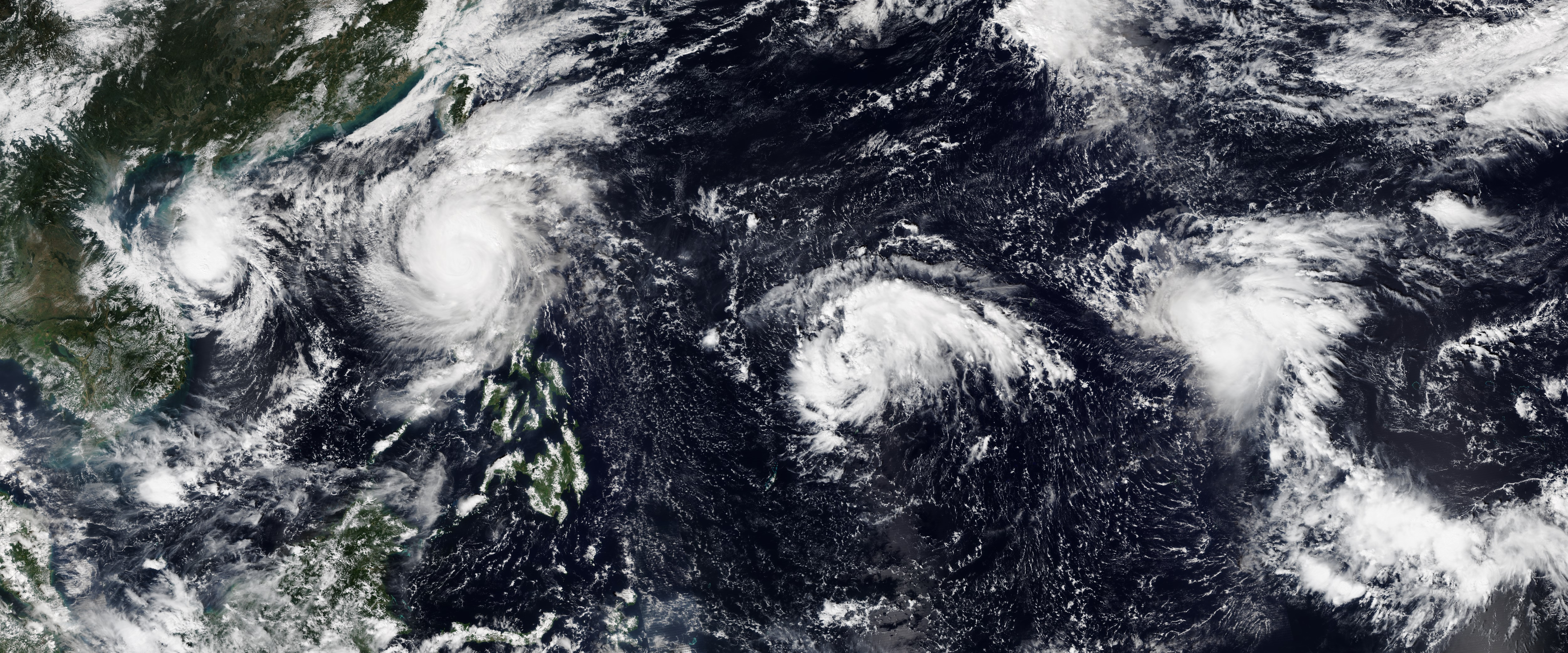
Bốn cơn bão nhiệt đới hoạt động đồng thời vào ngày 11 tháng 11. Từ trái sang phải: Yinxing, Toraji, Usagi và Man-yi, lần đầu tiên xuất hiện kể từ năm 1951.

Lúc 05:00 theo giờ chuẩn Philippines, ngày 4 tháng 11 (21:00 UTC ngày 3 tháng 11), Yinxing tiến vào Khu vực Trách nhiệm của, Philippines, nơi PAGASA đặt tên nó là Marce. Hình ảnh vi sóng cho thấy sự phát triển của một mắt bão mới khi Yinxing di chuyển theo hướng tây-tây bắc dọc theo rìa tây nam của một áp cao cận nhiệt đới ở tầng trung, với hệ thống rất nhỏ gọn và thể hiện một CDO đối xứng và ổn định che khuất trung tâm tuần hoàn. Sáng sớm ngày hôm sau, cả JMA nâng cấp nó thành bão nhiệt đới nghiêm trọng và JTWC phân loại nó là một cơn bão tối thiểu. Yinxing tiếp tục tăng cường chậm trong Biển Philippines, với các dải đối lưu bám chặt hơn vào CDO đối xứng và tạo ra các đỉnh mây xuyên thấu.
Vào ngày 7 tháng 11, JTWC báo cáo rằng hệ thống đã đạt cực đại như một siêu bão cuồng phong tương đương Cấp 4 theo thang Saffir–Simpson, sau khi Yinxing đạt tốc độ gió duy trì 1 phút là 240 km/h (150 mph), trong khi JMA chỉ ra rằng Yinxing đạt cường độ cực đại với tốc độ gió duy trì 10 phút là 175 km/h (110 mph) và áp suất trung tâm là 940 hPa (27,76 inHg). Sau đó vào cùng ngày, Yinxing đã đổ bộ vào Santa Ana, Cagayan trên đảo Luzon, vào khoảng 3:40 chiều PHT (07:40 UTC). Sau khi băng qua Kênh Babuyan, Yinxing đã đổ bộ lần thứ hai tại Sanchez Mira, Cagayan, cũng trên đảo Luzon, vào lúc 9:00 tối PHT (13:00 UTC). Sáng 8 tháng 11, Yinxing đi vào Biển Đông, trở thành cơn bão số 7 trong năm 2024 tại Việt Nam. Vào lúc 07:00 UTC ngày 12 tháng 11, cơn bão đổ bộ vào phía bắc Quy Nhơn, Việt Nam và nhanh chóng di chuyển vào đất liền, khiến JTWC đưa ra cảnh báo cuối cùng. Sau đó, JMA tiếp tục theo dõi hệ thống cho đến khi nó tan vào lúc 18:00 UTC cùng ngày.

## Chuẩn bị

### Philippines

Yinxing tiến gần Philippines vào ngày 4 tháng 11

Ngày 4 tháng 11, PAGASA đã cảnh báo về mưa lớn, gió mạnh và sóng biển dâng cao ảnh hưởng đến khu vực Bắc Luzon. Bộ Quốc phòng Philippines đã yêu cầu chính quyền địa phương sơ tán cưỡng chế cư dân ở những khu vực cô lập. Nhiều lớp học tại các khu vực khác nhau ở Luzon đã bị hủy bỏ do Yinxing, và hơn 200 hành khách bị ảnh hưởng do các chuyến bay bị hủy.
Lực lượng Vũ trang Philippines đã triển khai 305 đội tìm kiếm, cứu nạn và cứu hộ để sẵn sàng ứng phó với Yinxing. Tổng thống Bongbong Marcos đã chỉ đạo tất cả các cơ quan chính phủ đặt trong tình trạng báo động cao và hủy bỏ chuyến tham dự hội nghị APEC Peru 2024 dự kiến diễn ra từ ngày 10 đến 16 tháng 11 để tập trung vào công tác ứng phó thiên tai. Văn phòng Phòng vệ Dân sự ước tính có tới 24 triệu người có thể bị ảnh hưởng bởi Yinxing. Ít nhất 30.271 người đã được sơ tán ở Cagayan, trong đó các quan chức lưu ý rằng Yinxing là cơn bão thứ tư đổ bộ vào tỉnh này trong vòng một tháng trước. Cục Thủy lợi Quốc gia đảm bảo rằng nước sẽ được xả có kiểm soát từ các đập trước khi Yinxing đổ bộ.

### Nơi khác
Ở Đài Loan, Cơ quan Khí tượng Trung ương cảnh báo Yinxing có thể gây ra mưa lớn ở phía đông hòn đảo, cũng như ở Cơ Long và huyện Nghi Lan từ ngày 7 đến ngày 9 tháng 11.

## Tác động và hệ quả
Ở Philippines, Yinxing đã gây ra lượng mưa 242,6 mm (9,55 in) ở Cagayan trong vòng 24 giờ. Tính đến  ngày 13 tháng 11 năm 2024, Hội đồng Quản lý và Giảm thiểu Rủi ro Thảm họa Quốc gia (NDRRMC) báo cáo rằng 387.514 người ở Vùng Ilocos, Vùng hành chính Cordillera và Thung lũng Cagayan đã bị ảnh hưởng, với 265 người phải di dời khỏi nhà của họ. Ngoài ra, 60 thành phố đã bị mất điện và 28.940 ngôi nhà bị hư hại. Ít nhất một người được báo cáo đã chết, một người khác bị thương và một người nữa được báo cáo là mất tích. Nạn nhân tử vong được tìm thấy bên trong một ngôi nhà bị hư hại ở Claveria, Cagayan, trong khi những người mất tích và bị thương nằm trên một chiếc bè bị lật ở Bantay, Ilocos Sur.